# 亨利·博斯科

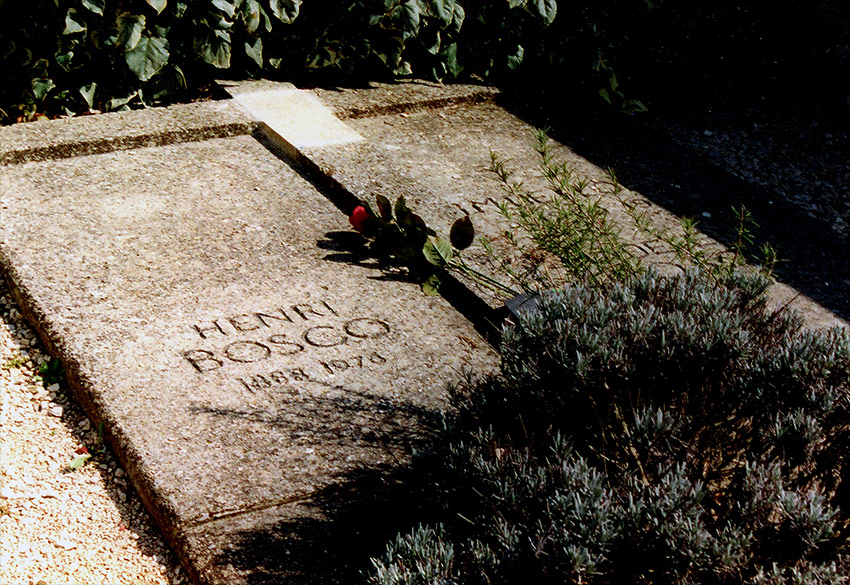
卢尔马兰博斯科墓的墓碑

亨利·博斯科（Henri Bosco，1888年11月16日—1976年5月4日）是一位法国作家，曾四次获得诺贝尔文学奖提名。

## 生平
博斯科出生在普罗旺斯地区沃克吕兹省阿维尼翁，家庭分别起源于普罗旺斯、利古里亚和皮埃蒙特。他与圣若望·鮑思高有亲戚关系，并为他写了一本传记。他为成人和儿童写的小说，都唤起对普罗旺斯生活的感受。1945年，他因小说《Théotime农场》（Le Mas Théotime）荣获勒诺多文学奖。他获得的其他奖项包括1949年的大使奖（Prix des Ambassadeurs）、1953年的法国文学大奖、1966年的沃克吕兹奖、1967年的地中海大奖（Grand prix de la Mediterranée）、1968年法兰西学院大奖（Grand prix de l'Académie française）。1976年，他在尼斯去世，安葬在卢尔马兰的墓地。

## 著作
- 《驴子居洛特》（L'Ane Culotte），1937年
- 《Théotime农场》（Le Mas Théotime），1945年，获勒诺多文学奖
- 《孩子与河流》（L'Enfant et la Rivière）1945年
- 《古董商》（L’antiquaire）, 1954
- 《岛上的狐狸》（Le Renard dans l'île），1956年